# 白龍 (南漢)
白龍（はくりゅう）は、五代十国時代の十国のひとつ南漢で用いられた年号。925年 - 928年。

## 西暦・干支との対照表
| 白龍 | 元年  | 2年   | 3年   | 4年   |
| 西暦 | 925年 | 926年 | 927年 | 928年 |
| 干支 | 乙酉  | 丙戌  | 丁亥  | 戊子  |